# Stefan Wyszyński

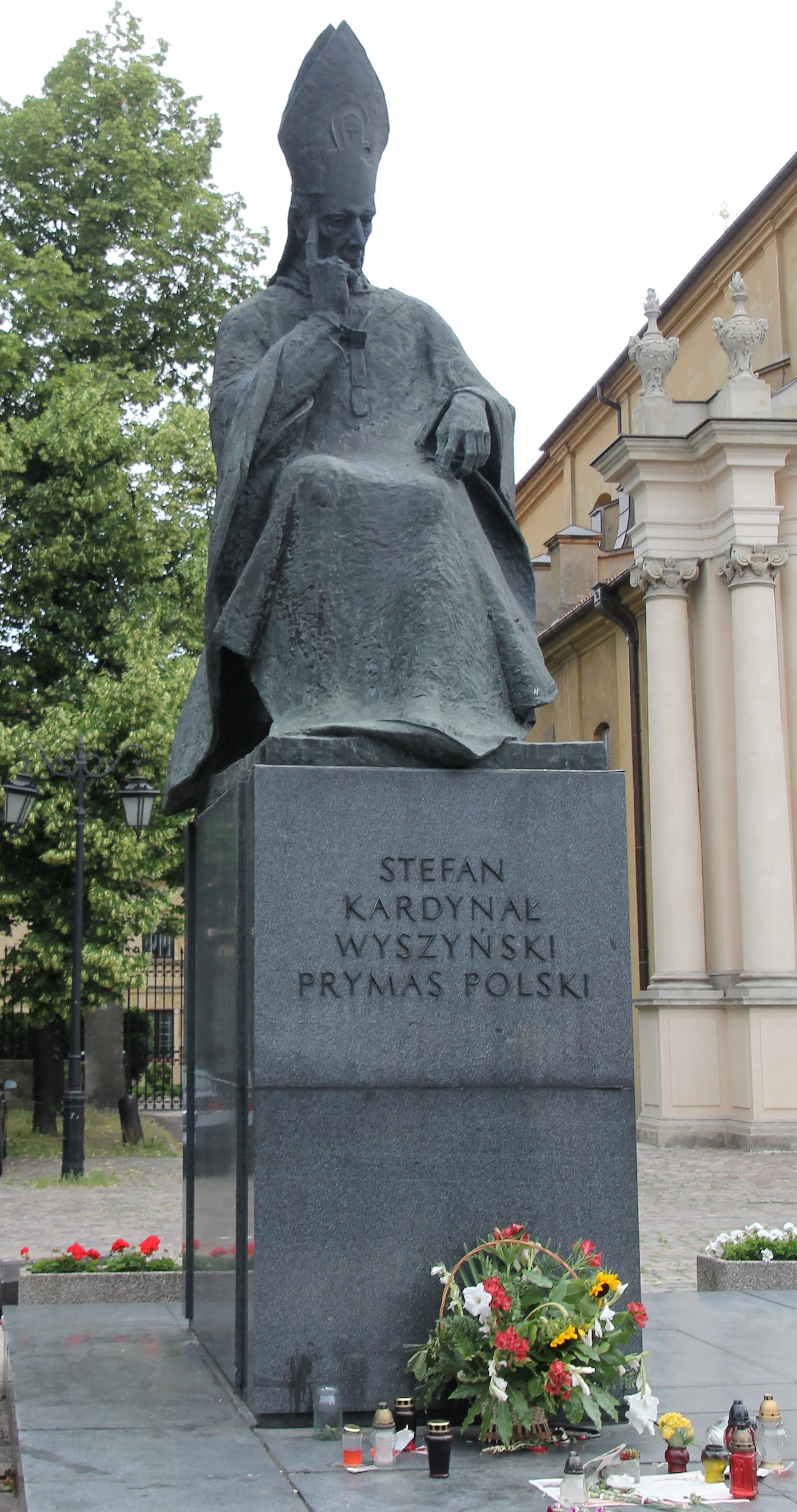
Tượng của ông ở Warsaw.

Stefan Wyszyński (1901 - 1981) là một Hồng y người Ba Lan của Giáo hội Công giáo Rôma. Ông từng đảm trách vai trò Tổng giám mục chính tòa Tổng giáo phận Gniezno và Tổng giáo phận Warsaw, Ba Lan từ năm 1948 đến năm 1981. Ông hiện được tôn phong chân phước, là danh hiệu của bước thứ ba trong tiến trình bốn bước đến tuyên phong Hiển thánh của Giáo hội Công giáo Rôma.
Ngày 3 tháng 10 năm 2019, Tòa Thánh đã công nhận một phép lạ do ông cầu bầu và là mức đủ để cố Hồng y được tuyên phong Chân phước. Ông được ghi nhận là nhân tố đóng góp vào sự duy trì của Giáo hội Công giáo ở Ba Lan trong thời kỳ nước này là một nước theo Cộng sản.

## Tu tập và thời kỳ linh mục
Hồng y Stefan Wyszyński sinh ngày 3 tháng 8 năm 1901 tại Zuzela, Ba Lan. Sau quá trình tu học tại các chủng viện Công giáo, ngày 3 tháng 8 năm 1924, ông được truyền chức linh mục, là linh mục của Giáo phận Włocławek. Chủ sự nghi thức truyền chức cho ông là Giám mục Wojciech Stanisław Owczarek, giám mục phụ tá Włocławek. Là một linh mục người Ba Lan trong thời kỳ Đức chiếm đóng quốc gia này, linh mục Wyszyński sống đời sống linh mục cách âm thầm. Ông cũng từng đảm nhận vai trò Linh mục Tuyên úy Quân đội trong cuộc nổi dậy Vácsava năm 1944 và cử hành các bí tích cuối đời cho những người sắp qua đời.

## Giám mục, Tổng giám mục rồi Hồng y
Sau khoảng thời gian 22 năm làm linh mục, Stefan Wyszyński được bổ nhiệm làm Giám mục chính tòa Giáo phận Lublin vào ngày 25 tháng 3 năm 1946. Lễ tấn phong cho tân giám mục được tổ chức sau đó vào ngày 12 tháng 5 cùng năm. Chủ phong nghi thức giám mục là Hồng y August Hlond, S.D.B., Tổng giám mục Tổng giáo phận Gniezno và hai vị phụ phong là Giám mục Karol Mieczysław Radoński, giám mục chính tòa Włocławek và giám mục phụ tá Giáo phận Częstochowa Stanislao Czajka. Cùng năm này, ông được bầu làm Chủ tịch Hội đồng Giám mục Ba Lan và đảm trách vai trò này cho đến năm 1953. Ông đảm nhận chức vị này lần thứ hai từ năm 1956 cho đến khi qua đời.
Hơn hai năm sau khi trở thành giám mục, ngày 12 tháng 11 năm 1948, Tòa Thánh thăng giám mục Stefan Wyszyński làm Tổng giám mục chính tòa Tổng giáo phận Gniezno và Tổng giám mục chính tòa Tổng giáo phận Warszawa. Năm năm sau đó (ngày 12 tháng 1 năm 1953), ông được thăng tước Hồng y Nhà thờ Santa Maria in Trastevere nhưng không thể nhận sứ vụ chính thức cho đến ngày 12 tháng 1 năm 1957 vì đang thụ án tại nhà tù chế độ Cộng sản Ba Lan. Các giáo sĩ Công giáo gần như bị bắt giữ đồng loạt vào năm 1953 tại các nước như Ba Lan, Croatia, Hungary và Tiệp Khắc. Bản thân Wyszyński cũng bị bắt vào năm này. Lý do bắt vị hồng y là vì ông này không chấp nhận phạt các linh mục hoạt động trong lực lượng kháng chiến của Ba Lan chống lại chế độ Cộng sản tại quốc gia này. Trong thời kỳ quản thúc, ông gửi thư đến hàng giáo phẩm Công giáo Ba Lan, trong thư có đoạn: Nỗi sợ hãi của các mục tử chính là đồng minh đầu tiên của người cộng sản... Thiếu can đảm là thất bại khởi đầu cho một Giám mục.
Hồng y Wyszynski từng đảm nhận vai trò Hồng y Giáo chủ Ba Lan và là một trong những người ủng hộ Giám mục trẻ tuổi Karol Wojtyla, sau trở thành Thánh Giáo hoàng Gioan Phaolô II. Theo Gioan Phaolo II, khi ông được công bố tân giám mục vào năm 1958, Hồng y Wyszyński đã tuyên bố Habemus Papam (“Chúng ta đã có Giáo hoàng”). Lời tuyên bố này gây ngỡ ngàng vì câu nói trên chỉ để công bố tân giáo hoàng sau một mật nghị hồng y.
Là một trong những chức sắc tôn giáo có tầm ảnh hưởng ở Ba Lan, ông cùng giám mục Karol Wojtyla cùng nhau thực hiện các hành động nhằm chống lại chủ nghĩa cộng sản Ba Lan. Trước đó, năm 1964, ông đã ủng hộ giám mục trẻ tuổi Karol Wojtyla làm Tổng giám mục Krakow.
Hồng y Wyszyński cử hành nghi thức thánh hiến Giáo hoàng Gioan Phaolô II cho bà Maria khi giáo hoàng đang ở ranh giới sự sống và cái chết trong sự việc ám sát tháng 5 năm 1981.
Hồng y Wyszyński  qua đời ngày 28 tháng 5 năm 1981, thọ 80 tuổi.

## Tiến trình tôn phong Hiển thánh
Ngày 3 tháng 10 năm 2019, Tòa thánh Vatican công bố một phép lạ mà Tòa Thánh cho rằng do sự can thiệp của Hồng y Stefan Wyszynski. Sự lạ này là việc một cô gái 19 tuổi khỏi bệnh ung thư tuyến giáp (Thyroid cancer) đã không còn khả năng chữa trị sau khi một nhóm nữ tu cầu nguyện với cố hồng y để chữa khỏi cho người này. Cô được chữa khỏi vào năm 1989. Sau 30 năm, bệnh tình không tái phát và Giáo hội Công giáo Rôma chính thức công nhận phép lạ này.
Với việc thừa nhận sự lạ trên là phép lạ, Hồng y Wyszynksi (đang ở bậc Đấng đáng kính) có thể được phong chân phước. Nghi lễ tôn phong đã được cử hành ngày 12 tháng 9 tại đền thánh Chúa Quan phòng, tọa lạc tại thủ đô Ba Lan ở thủ đô Warszawa do Tổng trưởng Bộ Tuyên Thánh Marcello Semeraro chủ sự.